# 约里斯·都德
约里斯·都德（法語：Joris Daudet，1991年2月12日—），法国男子自行车运动员，2015年欧洲运动会男子小轮车竞速金牌得主、2024年夏季奥林匹克运动会男子小轮车竞速金牌得主。